# الأسرار المقدسة في الكنيسة الكاثوليكية
الأسرار الدينية للكنيسة الكاثوليكية هي طقوس مرئية يقوم بها الكاهن لإحلال بركة إلهية غير منظورة. وهي مستمذة من ما وضعه يسوع المسيح وعهد به إلى رسله لتطبيقها في الكنائس. بحسب المعتقدات المسيحية تُمْنَح النِعَم غير المنظورة بواسطة مادة منظورة لأن الإنسان يحتاج إلى أن يشعر بشيء مادي واقعي.

## تاريخ الأسرار
يؤمن الكاثوليّك بسبعة أسرار مقدسة، أسّسها المسيح وعهد بها إلى رسله لتكون أسس الكنائس التي سيبنون عليه ملكوت الله. قامت الكنيسة الكاثوليكية بتحديد عدد الأسرار في مطلع القرن الثّاني عشر، بالاستناد إلى اللَّاهوتيّ بيير لومبار، ثمّ أعلنت الكنيسة اللائحة الرّسميّة للأسرار في مجمع ليون المسكونيّ سنة 1274، ومن بعده أكّد كلٌّ من المجمع الفلورنسيّ سنة 1439، والمجمع التّريدانتينيّ سنة 1547 على ضرورة الأسرار السّبعة كمؤسسة حقيقةً من الرّبّ يسوع المسيح. وهي من أسس تأسيس الكنيسة.و الأسرار هي طقوس مرئية غير سرية، بالرغم من تسميتها، وهي تعبيرعلى نعمة الله إلى جميع من يحصل عليها.

## الأسرار
الأسرار هي سبعة:
- سر المعمودية: فيُستخدم الماء كمادة منظورة للمعمودية كنعمة غير منظورة للولادة الروحية الثانية.[2]
- زيت الميرون: الذي يحتوي على أنواع أطياب مختلفة إشارة إلى مواهب الروح القدس المتنوعة، وقد إستخدمه الرسل كمسحة مقدسة.[3]
- القربان المقدس: أو سر الشكر (الافخارستيا) تناول جسد الرب ودمه والمصنوع من دقيق الحنطة ليتحول إلى غذاء سمائي وخبز سمائي هو جسد الرب[4]، وخمر عصير العنب كدمه.[5]
- سر التوبة: أو سر الاعتراف ويكون وضع الصليب على الرأس هو المادة المنظورة لغفران الخطايا.[6]
- سر مسحة المرضى: وفي سر مسحة المرضى يستخدم القنديل (زيت وفتيل).[7]
- سر الزيجة: أو سر الزواج يكون الإكليل المقدس على رأس العريس والعروس إشارة إلى إكليل العفة والتقديس[8]
- سر الكهنوت: و تكون المادة المنظوره هي اليد الأسقفية أو الكهنوت لمنح الموهبة والسر[9]

## وصلات خارجية
- التعليم المسيحي للكنيسة الكاثوليكية على الأسرار السبعة
- مجلس ترينت على الأسرار
- سبعة الكاثوليكية الأسرار' علامات وأدوات نعمة الله
- الأسرار المقدسة عبر العصور التي تنتجها EWTN استضافته Fr. تشارلز كونور – ريالاوديو